# دونالد ستوت
دونالد ستوت (بالإنجليزية: Donald Stott)‏ هو عسكري نيوزيلندي، ولد في 23 أكتوبر 1914 في Birkenhead, New Zealand ‏ في نيوزيلندا، وتوفي في 20 مارس 1945 في باليكبابان في إندونيسيا.